# 菲尔米尼站
菲尔米尼站是法国的一个铁路车站，位于法国城市菲尔米尼。

## 位置
菲尔米尼站位于菲尔米尼市区的北部。车站大致呈东西走向，开口朝南。

## 设施
菲尔米尼站设有人工售票窗口和自动售票机，站前设有社会车辆停车场，站内西侧为人行天桥，可连接岛式站台。车站前方的地下为法国国道N88线的下穿隧道。

## 站台设置
| 北↑ |             |                            |                  |
| C道 |             | 圣乔治多拉克－圣艾蒂安铁路 | 圣艾蒂安方向→    |
|     | 岛式        |                            |                  |
| B道 |             | 圣乔治多拉克－圣艾蒂安铁路 | 圣艾蒂安方向→    |
| A道 |             | 圣乔治多拉克－圣艾蒂安铁路 | ↔勒皮方向/始发车 |
|     | 侧式 主站房 |                            |                  |
| 南↓ |             |                            |                  |

## 停靠线路
以下列车线路在菲尔米尼站停靠：
| 菲尔米尼站列车线路表          |              |                               |                             |              |
| 线路                          | 车种         | 上一站                        | 下一站                      | 大致运行频率 |
| 勒皮/菲尔米尼—里昂帕丢/佩拉什 | 法国大区列车 | 欧雷克/弗莱斯-于尼厄/（起点） | 勒尚蓬弗日洛勒/圣艾蒂安美景 | 每天3~6趟    |
| 菲尔米尼—里昂佩拉什           | 法国大区列车 | （起点）                      | 勒尚蓬弗日洛勒              | 每天7~12趟   |
| 勒皮—圣艾蒂安沙托克           | 法国大区列车 | 欧雷克                        | 勒尚蓬弗日洛勒/圣艾蒂安美景 | 每天5趟左右  |
| 下莫尼斯托勒—圣艾蒂安沙托克   | 法国大区列车 | 弗莱斯-于尼厄                 | 勒尚蓬弗日洛勒              | 每天3趟      |
| 1. 2.                         |              |                               |                             |              |

## 配套交通

### 长途客车
| 停靠菲尔米尼站的大巴车 |                      |                                                                             |
| 上下车地点             | 运营单位             | 主要目的地                                                                  |
| 菲尔米尼站门口         | 卢瓦尔省城际客运 TIL | 圣博内勒沙托、于松昂弗雷兹、洛济耶欧雷克角                                  |
| 菲尔米尼站门口         | SNCF                 | 勒皮 （当某条铁路线施工或罢工时，SNCF可能会提供途径该线路沿途站点的大巴车） |
| 1. 2. 3.               |                      |                                                                             |

### 市内交通
| 菲尔米尼站附近的市内公共交通线路 |                  | |
| 公交车站名称                     | 位置             | 停靠线路 |
| Gare Firminy                     | 菲尔米尼站正前方 | - 2路：菲尔米尼站 ↔ 圣让本讷丰 Métrotech 2 - 30路：菲尔米尼站 ↔ 勒尚蓬弗日洛勒 教堂 - 31路：菲尔米尼站 ↔ 于尼厄 城关 - 32路：菲尔米尼站 ↔ 于尼厄 河岸初中 - 34路：菲尔米尼站 ↔ 圣波勒昂科尔尼永 Michalière |
| 1. 2.                            |                  | |

## 临近车站
| 菲尔米尼站（Gare de Firminy）     |                                        |                  |
| 上行车站                          | 线路                                   | 下行车站         |
| 弗莱斯-于尼厄站                   | 圣乔治多拉克－圣艾蒂安铁路             | 勒尚蓬弗日洛勒站 |
| （起点）                          | 菲尔米尼－圣朗贝尔达勒本铁路（仅货运） | （仅货运）       |
| - 本表仅显示运营中的线路及车站 1. |                                        |                  |